# 片桐順一郎
片桐 順一郎（かたぎり じゅんいちろう、1970年8月24日 - ）は、日本の元俳優、元子役。本名同じ。かつてはアクトレインクラブ、オフィス・カノンに所属していた。
東京都出身。身長169cm、体重56kg。血液型はA型。

## 来歴・人物
1979年に東映演技研修所に所属し、子役時代から東映のテレビドラマや特撮に出演していた。ドラマ以外にも野咲たみこ、コント55号メインのバラエティ番組『たみちゃん』にかけそば君（大久保了）の弟役でレギュラー出演。
1989年、『高速戦隊ターボレンジャー』のイエローターボ／日野俊介役に抜擢され、人気を博す。その後も多くの特撮作品に出演し、ドラマ・映画を中心にして活躍した。
『ターボレンジャー』で共演した佐藤健太は、片桐はメンバー最年少であったが、子役出身のため一番芝居ができていたと証言している。
1996年ごろに芸能界を引退。結婚して子が2人いる。2019年には『ターボレンジャー』の同窓会イベントに出演した。

## 出演

### テレビドラマ
- 特捜最前線（テレビ朝日）
  - 第228話「通り魔・あの日に帰りたい!」（1981年）
  - 第350話「殺人トリックの女!」（1984年）
  - 第375話「恐怖のプールサイド!」（1984年）
  - 第418話「少年はなぜ母を殺したか!」（1985年）
- 東映不思議コメディーシリーズ（フジテレビ）
  - ロボット8ちゃん 第46話「ユメコどっきり! 未来の少年」（1982年）- M3745ジュン 役
  - バッテンロボ丸 第12話「さあ大変!悪の味方にへんしんだ!」（1982年）- ケイスケ 役
- メタルヒーローシリーズ（テレビ朝日）
  - 宇宙刑事ギャバン（1982年）
  - 宇宙刑事シャリバン（1983年）
  - 特警ウインスペクター 第45話「爆破0秒前の愛」（1990年） - 芦川俊一 役
  - 特救指令ソルブレイン 第47話「脱線! 占い捜査隊」（1991年） - 昌平 役
  - 特捜ロボジャンパーソン（1993年） - 高井戸志郎 役
  - ブルースワット 第36話「脱線 僕のマル秘指令」（1994年） - 実験台の青年 役
- ザ・サスペンス / 開き過ぎた扉（1983年、TBS）
- 子連れ狼（1984年、フジテレビ）
- 金曜女のドラマスペシャル / サヨウナラあなた〜あなたも夫を捨てられる（1984年、フジテレビ）
- 銀河テレビ小説 / 男が家を出るとき（1985年、NHK） - 南郷力 役
- 刑事物語'85 第13話「いじめの果て」（1985年、日本テレビ） - 竹田昌夫 役
- お箸とスプーン（1986年、NHK）
- 毎度おさわがせしますIII 第11話（1987年、TBS）
- 十九歳（1989年、NHK） - 悟 役
- 高速戦隊ターボレンジャー（1989年 - 1990年、テレビ朝日） - 日野俊介 / イエローターボ 役
- 三毛猫ホームズの推理 女子大寮連続殺人!（1996年、テレビ朝日）[注 1]  - 石垣栄 役

### 映画
- 野ゆき山ゆき海べゆき（1986年、ATG） - 大原栄 役
- スケバン刑事 風間三姉妹の逆襲（1988年、東映）
- 劇場版 高速戦隊ターボレンジャー（1989年、東映） - 日野俊介 / イエローターボ 役

### オリジナルビデオ
- 叔母 魔性の血淫（1996年、ピンクパイナップル）

### バラエティ番組
- たみちゃん（1984年 - 1985年、テレビ朝日） - かけそば君の弟 役

### 情報番組
- ピンスポ!（東映チャンネル）